# Цетине
Це́тине (черног. Цетиње, Cetinje) — город в Черногории. Административный центр общины Столица Цетине.
Согласно конституции Черногории, Цетине является одной из столиц страны наряду с Подгорицей: в ней располагается официальная резиденция президента республики и министерство культуры Черногории. Город представляет собой конгломерат трёх разрозненных муниципалитетов без единого органа управления.
Население — 14 тысяч человек (2011), шестой по величине город страны. Расположено в межгорной котловине, у подножия горного массива Ловчен. Один из самых дождливых городов Европы.
В городе находятся Национальный музей Черногории, театр, три факультета университета Черногории. Белокаменные постройки XVIII — начала XX века, княжеский и королевский дворцы.
Как поселение известно с 1440-х годов. Цетинский монастырь, основанный в городе князем Зеты Иваном Черноевичем в 1484 году, стал резиденцией владык-митрополитов Черногории, а впоследствии — местонахождением кафедры Черногорско-Приморской митрополии, один из центров сопротивления черногорцев турецким завоевателям. В 1878—1918 годах — столица независимой Черногории. С 1929 по 1941 год — административный центр Зетской бановины королевства Югославия.

## Название города
Название города происходит от реки Цетине (древнесербское Cětinje). Родственные названия: Цетина — река в Хорватии, Цетиня — река в валевской Подгорине, Цетыня — река в Польше, Цетине — населённый пункт в Чехии и другие. Термины неясного происхождения. Могут происходить от индоевропейского корня kaito — «лес, лесистая местность».

## История
Первые поселения на месте Цетинского поля существовали 12 тысяч лет назад, о чем свидетельствуют, в частности, археологические находки в пещере Коронина (в 3,5 км от города). Во времена существования Зетского государства на Цетинском поле поселились крестьяне и пастухи. В XIV веке здесь появились богомилы. Некрополь с их останками находился у Влашской церкви.

### XV век
Первое упоминание о Цетине относится к 1440 году: в документе упоминается некий Тудор Неноя Иванов из Цетиня, который задолжал деньги за кольчугу. Предание повествует о постройке на территории Цетине в 1-й половине XV века валахами-скотоводами церкви из плетёных прутьев, а также о поселении здесь Ивана Бороевича с четырьмя сыновьями.
В 1482 году в малонаселённое Цетине, спасаясь от турецких завоевателей, из Обода бежал зетский господарь Иван Черноевич. Обод являлся столицей Черногории в течение шести лет после сожжения Жабляка около 1475 году. Труднодоступное Цетинское поле представляло собой естественное убежище, окружённое горами. В 1482 году он обосновал свою резиденцию на склоне горы, с которого открывался обзор Цетинского поля. Рядом протекала река Цетине и находился родник Ладница. В 1484 году Иван заложил монастырь Рождества Богородицы, ставший впоследствии резиденцией зетского митрополита. С тех пор Цетине стал не только политической, но и духовной столицей Черногории. В это же время в одном описании города была упомянута «Витина улица».
С 1490 года отсюда Черногорией правил сын Ивана Черноевича Георгий, который основал в ареале Цетинского монастыря первую южнославянскую типографию, а в 1496 году по воле турецкого султана вынужден был уехать за границу. В 1490-е годы типография печатала орнаментированные кириллические религиозные книги на сербском языке — «сербули». Впоследствии Цетине вместе с остальными землями Верхней Зеты был включён в Скадарский санджак Османской империи. По сербским источникам, с 1514 по 1528 год зетские земли входили в выделенный из Скадарского санджака Черногорский санджак под управлением Станко Черноевича.

### Новое время
В 1592 году в городе насчитывалось 44 дома, в 1614 году — 70 домов. В 1692 году Цетине было взято турецкими войсками, которые до основания разрушили монастырь и дворец Черноевичей. Цетинская митрополия оставалась духовным центром черногорцев. Период XVII—XVIII веков ознаменовался ростом национально-освободительного движения Черногории, сделавшейся «Сербской Спартой» в борьбе против турецких угнетателей. В 1701 году при владыке Даниле Шчепчевиче Негоше — основателе черногорской династии Петровичей-Негошей город был восстановлен, Цетинский монастырь и дворец владыки были выстроены заново из камней разрушенных построек Черноевичей. В 1712 и 1714 годах город и монастырь вновь подверглись нападению турок и разрушению. В это время по инициативе владыки проводилось искоренение потурченцев. В июне 1785 года турки под предводительством Махмуд-паши Бушатлии в последний раз захватили Цетине, сожгли город и вновь разрушили монастырь. После того как город был восстановлен, он больше не подвергался разрушениям и многие постройки конца XVIII века сохранились до наших дней.
В 1834 году в Цетинском монастыре открылась первая школа. В 1835 году начало издаваться первое литературное и научное ежегодное издание Черногории «Горлица». В это же время при монастыре начала работать типография имени Негоша, просуществовавшая до 1839 года. В эти же годы появилась и первая гостиница. В 1838 году владыкой Петром II Негошем была построена первая светская резиденция черногорских правителей, получившая название «Бильярда» — благодаря бильярдному залу с привезённым из Венеции бильярдом, в который владыка Петр II страстно любил играть и заставлял играть приближённых. В ней кроме владыки заседал также и Сенат. При Петре II происходила достаточно хаотичная застройка города: новые высокие городские здания возводились среди разноэтажных жилых и хозяйственных построек. Городские собрания проходили на «поляне» между Цетинским монастырём и Бильярдой, которая в остальное время использовалась как гумно. В 1872 году в городе проживало около 500 жителей, числилось 115 домов; а в 1875 году — 1400 жителей и 160 домов. Во второй половине XIX века была открыта больница имени Данилы I, институт благородных девиц, почтовое отделение и телеграф, газета «Голос Черногорца», музей, библиотека, театр, разбиты дворцовый и городской парки. В 1858 году учреждена государственная типография (в 1952 году получившая название «Обод»).
После признания независимости Черногории на Берлинском конгрессе 1878 года Цетине стало полноправной столицей суверенного княжества. Это дало мощный толчок для архитектурного развития города. В городе были возведены первый Гранд-отель, новая княжеская резиденция «Данилов двор» в стиле провинциального классицизма и импозантные здания в эклектическом стиле для размещения посольств России, Франции, Италии, Великобритании, Австро-Венгрии и Османской империи. В 1879 году была построенная первая основательная дорога, соединяющая Цетине с другими городами: первоначально она длилась до Крстаца, где соединялась с австрийской дорогой на Котор. В 1882 году эта дорога была продлена до Подгорицы. В эти годы в Цетине родились будущий король Югославии Александр I и его брат Георгий — внуки черногорского князя Николы Петровича. В 1891 году проведён водопровод. Сложился центр города из главной площади и улиц Дворская и Катунская (ныне Негошева).

### XX век
Расцвет столицы продолжался до Первой Балканской войны и последовавшей за ней Первой мировой. В это время работало четыре типографии, выходило шесть газет, включая «Голос черногорца», «Уставность», «Дневне новости», «Вьесник», «Цетиньски вьесник» и «Дневни лист».
В период австро-венгерской оккупации (январь 1916— октябрь 1918) многие культурные ценности города были разграблены и уничтожены. 26 ноября 1918 года местом для принятия решения Великой народной скупщины об упразднении монархии и объединении Черногории с Сербией была выбрана Подгорица, поскольку жители столицы и её окрестностей были настроены против такого решения. 7 января 1919 года сторонники независимости Черногории, поднявшие Рождественское восстание, попытались занять Цетине, однако были разбиты.
В составе Югославии Цетине было административным центром Зетской области, а с 1929 по 1941 год — Зетской бановины. До Второй мировой войны имелся проект железнодорожной линии Цетине — Вир, однако он осуществлён не был. В период Второй мировой войны Цетине вместе с остальной Югославией был оккупирован немецко-итальянскими войсками. 27 октября 1944 года начались бои за освобождение Цетине, в которых погибли 38 партизан. 13 ноября город был освобождён. В 1975 году город награждён Орденом Народного героя.
В 1947 году после образования Социалистической Республики Черногория столица была перенесена в более доступный с транспортной точки зрения город Подгорица и Цетине утратило функцию административного центра черногорских земель. Впоследствии город развивался как промышленный центр. 
Согласно конституции Черногории 1992 года, Цетине вновь получило статус столицы черногорского государства; в город была перенесена официальная резиденция президента республики и переехало министерство культуры Черногории. Здесь же весной 1992 года своё первое заседание провела Скупщина Республики Черногория.

### XXI век
12 августа 2022 года в Цетине произошла массовая стрельба, ставшая самой смертоносной в истории Черногории после Второй мировой войны. В результате стрельбы погибли 11 человек, включая стрелка, ещё 6 были ранены.

## Физико-географическая характеристика
Город Цетине расположен на юго-западе страны, в исторической области Старая Черногория, посреди малоплодородной замкнутой котловины — Цетинского поля (Катунский Карст) площадью около 7 км². Поле имеет карстовое геологическое строение, естественные водоёмы отсутствуют. Источники водоснабжения подземного типа.
Площадь города — около 6 км². Средняя высота — 671 метр над уровнем моря. Расстояние до Адриатического моря по прямой составляет 12 км, до Скадарского озера — 15 км. На северной окраине Цетине — Орлиная гора, на вершине которой расположена самая высокая в городе обзорная площадка и мавзолей владыки Данилы. В состав города входят бывшие сёла Груда, Донье Поле, Доньи Край, Богданов Край, Баица и Хумци, расположенные на Цетинском поле. В 5 километрах от города находится вход в Липскую пещеру — одну из главных достопримечательностей Черногории.
Цетине относится к району возможных землетрясений интенсивностью до 8 баллов (Приморье — до 9 баллов). Так, землетрясение в районе Цетиня 1667 года достигало магнитуды 7,4. Сильные толчки в XX веке происходили в 1979 и 1985 годах.

### Парки
В Цетине имеется два парка общей площадью 7 га, которые были разбиты рядом с Голубым дворцом по разные стороны улицы Негоша в 1891—1894 годах: парк Негоша, выполненный во французском стиле, и парк Тринадцатого июля — в английском стиле. Парк 13 июля ранее носил название Варошский или Городской парк. В 1968 году парки отнесены к охраняемым объектам природы. К западу от парка Негоша располагается поляна Владычна башта.
Парк Негоша, ранее носивший название Дворцовый парк, является старейшим парком города. Он создавался одновременно с Новым дворцом как пейзажный парк. Со временем его облик менялся. Здесь произрастают лиственничные и хвойные деревья, в том числе ель обыкновенная, ель сербская, ель голубая, сосна чёрная, пихта белая, пихта одноцветная, лиственница европейская, псевдотсуга сизая, кипарисовик Лавсона, платан клёнолистный, вяз гладкий, вяз шершавый, клён белый, клён остролистный, сирень обыкновенная, бобовник анагировидный, дуб черешчатый, бук, липа пушистая, липа сердцевидная, конский каштан обыкновенный, берёза повислая, ясень обыкновенный, ясень американский, робиния ложноакациевая, слива домашняя, гледичия трёхколючковая, маклюра оранжевая, кизил обыкновенный, можжевельник обыкновенный, лещина обыкновенная, бирючина овальнолистная, бирючина обыкновенная, форсайтия, чубушник венечный, бузина чёрная, спирея Вангутта, розовик.

### Климат
Климат умеренно континентальный со среднегодовой температурой 10,2 °C. Лето сухое и тёплое; средняя температура составляет 20 °C. Самый сухой месяц — август: среднее количество солнечных дней составляет 14,6 дней. Зима влажная, средняя температура — 2,1 °C. Влияние средиземноморского климата ограничено горными массивами Ловчена и Орьена. Наибольшее воздействие на температурный режим местности оказывает высота над уровнем моря.
Часты проливные дожди с грозами, обусловленные влиянием моря и близостью к горе Ловчен. Среднегодовое количество осадков составляет 3616 мм (это в 1,6 раза больше, чем в Бергене, который имеет славу «самого дождливого города Европы»), что делает Цетине самым дождливым городом Черногории и одним из самых дождливых городов Европы. Город подвержен наводнениям, так в декабре 1935 года дождь лил на протяжении 27 дней подряд. Туманы случаются с ноября по декабрь. Наибольшее количество пасмурных дней приходится на период с ноября по май, солнечных — с июня по октябрь. Снежный покров (абсолютная высота — 200 см) в среднем держится 42,6 дней в году между 1 декабря и 1 апреля. Уровень влажности воздуха в среднем высокий, из-за очень большого количества осадков: с ноября по февраль средний уровень влажности составляет 82 % (с учётом смягчения из-за низкой температуры и сухого северного ветра), с июля по август — 60 %. Среднегодовая продолжительность солнечного сияния составляет 2500 часов. Из-за расположения в котловине в городе преобладает безветренная погода, сильный ветер — большая редкость. Преобладают ветры юго-восточного происхождения. Обычно скорость ветра составляет 1—3 м/с.
| Показатель                                                                 | Янв. | Фев. | Март | Апр. | Май  | Июнь | Июль | Авг. | Сен. | Окт. | Нояб. | Дек. |
| -------------------------------------------------------------------------- | ---- | ---- | ---- | ---- | ---- | ---- | ---- | ---- | ---- | ---- | ----- | ---- |
| Средний суточный максимум, °C                                              | 5,2  | 4,9  | 7,0  | 12,8 | 16,0 | 20,1 | 24,5 | 23,9 | 18,2 | 12,2 | 9,3   | 5,5  |
| Средняя температура, °C                                                    | 1,4  | 2,2  | 4,2  | 9,5  | 14,3 | 18,4 | 21,3 | 21,2 | 16,7 | 10,7 | 6,5   | 3,8  |
| Средний суточный минимум, °C                                               | −2,2 | −2,6 | 1,1  | 6,8  | 12,4 | 16,3 | 19,0 | 18,7 | 15,0 | 9,6  | 4,4   | 1,6  |
| Норма осадков, мм                                                          | 373  | 447  | 232  | 189  | 172  | 11   | 48   | 42   | 185  | 393  | 440   | 510  |
| Источник: Prostorno-urbanistički plan Prijestonice Cetinje. Страницы 33—35 |      |      |      |      |      |      |      |      |      |      |       |      |

## Население
По переписи 2011 года численность населения города составила 13 991 жителей (что на 1334 человек меньше, чем по переписи 2003 года), или 83 % от численности населения общины.
По переписи 2011 года для общины Столица Цетине вместе с городом, мужчин было 48,2 % от общей численности населения, женщин — 51,8 %; 90 % жителей назвали себя черногорцами (самый высокий показатель в Черногории), 4 % сербами. Для 83 % жителей региона черногорский был родным языком (самый высокий показатель в Черногории), для 11 % родным языком был сербский. 92,1 % населения были православными, 0,9 % католиками, 0,4 % мусульманами, 1,4 % атеистами.
Население Цетине, как и Подгорицы, говорит на зетско-рашском диалекте штокавского наречия. Некоторые авторы выделяли также особый цетинский тип говора и старочерногорский поддиалект, ареал которых охватывает четыре близлежащие нахии Старой Черногории. Современными диалектологами в южных районах Черногории, включая окрестности Цетине, Бара и других городов, выделяются цетинско-барские говоры (цетинско-барский поддиалект).

## Символика
Герб общины Столица Цетине представляет собой щит красного цвета, обрамлённый синей полосой с изображением в нижней части щита двух голов орла — герба господаря Ивана Черноевича, основателя города. В поле щита изображены силуэт белого цвета колокольни Цетинского монастыря и горы Ловчен, под ним — в раскрытом виде «Октоих» белого цвета, первая напечатанная книга в Черногории в конце XV века.
Флаг общины представляет собой горизонтальное поле в соотношении 1:2 красного цвета с белым равносторонним крестом в центре. Знамя, первое упоминание которого относится к 1687 году, использовался черногорцами в качестве государственного и военного символа.

## Власть
Согласно конституции Черногории, Цетине является одной (черног. prijestonica — «столица», англ. Royal Capital) из двух столиц государства. В городе находится официальная резиденция президента Черногории, а также располагается министерство культуры страны.
Цетине является административным центром одного из 20 регионов страны — общины Столица Цетине. Согласно уставу общины, принятого местной скупщиной Столицы Цетине в 2009 году, к органам столицы относятся: скупщина как представительный и мэр (градоначальник) как исполнительный органы власти. Члены скупщины избираются населением сроком на четыре года, мэр избирается скупщиной сроком на четыре года. За вклад в развитие общины лицам может присуждаться звание почётного гражданина столицы, награда «13 ноября» — в день города, грамота в честь Ивана Черноевича, а также студенческая премия. Власти общины поддерживают международные отношения более чем с 20 городами Европы.
Город существует как конгломерат трёх самостоятельных муниципальных образований (черног. zajednica — «сообщество») без единого органа управления (таким является, например, Сантьяго): Стари Град, Нова Варош и Груда—Доне Поле.

## Экономика и инфраструктура
Основу современной экономики составляет торговля, общественное питание и сфера услуг. В городе работают два предприятия — типография «Обод» и фабрика упаковки «Картонажа». Гостиница «Гранд» вместимостью более 400 мест, построенная в 1984 году, и пансион меньшей вместимостью. Операторы фиксированной телефонной связи: Crnogorski Telekom и M:Tel; мобильной связи — Crnogorski Telekom, Telenor и M:Tel. На одной из вершин горного массива Ловчен установлен радио-релейный комплекс. Основные операторы кабельного вещания: Crnogorski Telekom и Total TV Montenegro.
Среднемесячная заработная плата жителей общины Столица Цетине в 2010 году составляла от 415 до 619 евро, что было на 13,4 % меньше, чем в остальной Черногории. Стратегия развития города предполагает усиление культурно-образовательной функции города.
Система здравоохранения состоит из поликлиники со станцией скорой помощи и больницы имени Данилы I, располагающей несколькими отделениями.
Основной источник водоснабжения — «Подгорска врела» подземного типа. Расположена на высоте 172 м над уровнем моря, откуда вода через две станции подъёма преодолевает высоту 657 метров. Второй источник — «Обзовица» также подземного типа, расположен на высоте 828 м над уровнем моря. Совмещённая система канализации бытовых и ливневых вод охватывает 40 % городских объектов, и сбрасывает стоки на южной окраине Цетинского поля в Донье Поле без предварительной очистки.

## Транспорт
Цетине связано с другими районами страны автодорогами. Расстояние по автодороге до ближайших крупных городов составляет: 33 км до Подгорицы, 32 км до Будвы, 35 км до Котора (через Негуши), 41 км до международного аэропорта «Подгорица», 48 км до международного аэропорта «Тиват». Дорога местного значения R 1 связывает город с Котором (через дорогу R 22) и Никшичем, другая дорога местного значения R 13 ведёт к горе Ловчен.
- Двухполосная автомагистраль M 2.3 национального значения Подгорица—Цетине—Будва.

Ближайшие морские порты расположены в Баре и городах Которского залива. Ближайшая железнодорожная станция — в Вирпазаре, через который курсирует международный скорый поезд Бар — Белград. В Цетине останавливаются все маршрутные автобусы, следующие из Подгорицы в Будву и далее к Которскому заливу, и в обратном направлении.

## Культура
На протяжении пяти веков Цетине является культурным центром черногорцев. Здесь расположены министерство культуры Черногории, департамент по защите культурных ценностей, институт по охране памятников культуры Черногории (в здании бывшей дипломатической миссии Австро-Венгрии), Государственный архив Черногории; резиденция митрополита Черногорского и Приморского Сербской Православной Церкви. Кроме нескольких православных храмов здесь есть и католическая церковь Антония Падуанского. В Цетинском монастыре хранится десница Иоанна Крестителя.

### Мероприятия
Театрализованные представления проходят в королевском театре «Зетский дом» и на Летней сцене на открытом воздухе в форме амфитеатра. Проводятся ежегодные культурные мероприятия:
- Празднование дня города — 13 ноября.
- Международная выставка искусств «Цетинская биеннале», основанная Николой Петровичем-Негошем в 1991 году[5].
- Цетинское культурное лето, включающее кроме музыкальных концертов международный фольклорный фестиваль, фестиваль классической музыки Espressivo, фестиваль джаза, фестиваль оригинальной музыки Cetinje Fest, фестиваль On the other side[35].

### Музеи
Национальный музей Черногории располагает библиотечно-архивным фондом, насчитывающим около 100 тысяч архивных и около 50 тысяч библиографических единиц хранения. Он состоит из четырёх отделений:
- Исторический музей, который, в свою очередь, включает в себя музей Петра II Негоша; дом, где он родился; мавзолей с его останками на горе Ловчен; церковь Рождества Богородицы; музей короля Николы; мавзолей владыки Данилы на Орлиной горе; макет «рельеф Черногории».
- Художественный музей с галереей современного искусства.
- Этнографический музей.
- Археологический музей с Лапидариумом[36].

### Библиотеки и вузы
В Цетине расположены Цетинская духовная семинария, три факультета Университета Черногории: факультет изящных искусств, музыкальная академия и факультет драматургии.
Кроме библиотеки начальной школы имени Негоша (основана в 1834 году), в Цетине расположены старейшие библиотеки Черногории, где хранятся старинные книги и документы:
- Городская библиотека и читальный зал имени Негоша, с фондом в 125 470 единиц хранения[37].
- Библиотека Цетинского монастыря, ведущая свою историю с момента основания города. Здесь хранятся кириллические рукописные книги, инкунабулы и множество старинных литургических книг.
- Центральная национальная библиотека Джураджа Черноевича, расположенная в здании бывшего итальянского посольства[38].

### СМИ
Местные СМИ: радиостанция «Радио Цетине», вещающая на частоте 94.5 и 103.5 МГц, и её интернет-издание Cetinjski list.

## Спорт
В Цетине имеется городской стадион, плавательный бассейн в гостинице «Гранд». С 1913 года играет старейший футбольный клуб Черногории «Ловчен», с 1947 года — баскетбольный клуб «Ловчен», с 1949 года — гандбольный клуб «Ловчен». Проводятся ежегодные спортивные соревнования:
- Международная велогонка «По дорогам короля Николы»
- Международная горная автомобильная гонка «Ловчен»
- Международный турнир боксёров
- Международный атлетический забег «Освобождение Цетиня»
- Международный турнир по дзюдо «Тринадцатое ноября»
- Школьные олимпийские игры начальных школ Черногории[39].

## Архитектура
Цетине имеет полосовидную планировочную структуру, сложившуюся в условиях ограниченного природного пространства в межгорной котловине. Ось города проходит по параллельным друг другу главным улицам — Бая Пивлянина (по имени ускока Байо Пивлянина) и пешеходная Негошева (ранее носила название Катунской), продолжением которой является бульвар Черногорских героев (до 1990-х годов — бульвар Ленина). Напротив королевского дворца перпендикулярно Негошевой улице расположена Дворцовая площадь. Другая важная площадь — Балшича Пазар. Древнее историческое ядро города — Цетинский монастырь.
Архитектурный стиль сохранившихся зданий конца XIX — начала XX веков, периода интенсивного городского строительства, отличается богатым разнообразием. К примеру, построенное в 1910 году присутственное здание было выполнено в стиле необарокко, а возведённый в том же году железобетонный особняк Вукотича — в новаторском духе предвестников кубизма. Историческая часть города, таким образом, является своеобразным памятником развития градостроительного искусства.

### Памятники культуры
На территории города расположено множество памятников культуры, разделённых на три категории. К памятникам первой категории относятся следующие. «Бильярда» — светская резиденция владыки Петра II Негоша, построенная в 1838 году как «Новый дом», с 1951 года в нём действует Негошский музей, в которой хранится рукопись «Горного венца». Цетинский монастырь с церковью Рождества Богородицы, построенный владыкой Данилой в 1701—1704 годах. Двухэтажный дворец князя Николы I, возведённый в 1871 году, в который князь переехал из «Бильярды». Современный вид дворец приобрёл в 1910 году после принятия Николой I королевского титула, с 1926 года — государственный музей. Остатки монастыря Черноевичей на Джипуре 1484 года. «Владин дом» — бывшая резиденция правительства королевства Черногории, возведённая в 1910 году, с 1989 года — Национальный исторический музей и художественная галерея Черногории. «Зетский дом» — театр княжества Черногории, построенный в 1888 году.
К памятникам второй категории относятся следующие. Больница князя Данилы I. Голубой дворец, возведённый в 1895 году в качестве резиденции престолонаследника. Церковь Рождества Богородицы, в современном виде построенная Николой I в 1890 году, с 1989 года — усыпальница останков королевской четы Николы и Милены, перенесённых из Сан-Ремо. Здание бывшей английской миссии — двухэтажный особняк, построенный в 1912 году. Здание бывшей французской миссии — двухэтажный особняк, построенный в 1910 году. Бывшая российская миссия — двухэтажный особняк, построенный в 1903 году. Могила владыки Данилы на Орловой горе. «Рельеф Черногории». Влашская церковь, основанная в 1450 году и перестроенная в 1864. Ограда церкви сделана из двух тысяч стволов трофейных ружей, захваченных черногорцами в боях с турками. Здание архива Черногории. Аптека на улице Негоша, дом 17.
К памятникам третьей категории относятся следующие. Гранд-отель «Локанда», построенный в 1864 году и ставший первым отелем в городе. Мельница Ивана Черноевича. Памятник «Ловченская вилла». «Табля» — башенка, построенная Петром II Негошем в 1833 году для произведения залповых выстрелов по случаю визитов почётных гостей. В 1938 году была снесена, ныне восстановлена. Здание бывшего турецкого посольства, построенное в 1910 году. Здание первого черногорского банка. Здание бывшего «Войни стана», построенное как казармы в 1896 году. Монументальное здание бывшего «женского института царицы Марии Александровны», построенное на пожертвования российской государыни в 1871 году.
- Миссия Австро-Венгрии
- Цетинский монастырь
- Церковь Рождества Богородицы
- Голубой дворец